# 辛奇·羅卡
辛奇·羅卡（克丘亞語：Sinchi Ruq'a； 西班牙語：Sinchi Roca），古代印加傳說中的君主。相傳大約在13世紀，辛奇·羅卡的父親印加王曼科·卡帕克去世，由辛奇·羅卡繼承王位，成為印加第二位君主。

## 繼任為印加的薩帕·印卡

### 繼承父業
辛奇·羅卡是傳說中的第一位薩帕·印卡 （西班牙語：Sapa Inca；克丘亞語：inka Qhapaq，意思是「獨一無二的君主」）曼科·卡帕克及其姊妹兼妻子瑪瑪·奧克略·瓦科所生的長子。大約在13世紀，曼科·卡帕克去世，便由辛奇·羅卡繼承君位。

### 「辛奇·羅卡」的含義
關於辛奇·羅卡這個名字的含義，身為印加王室後裔的史家印卡·加西拉索·德拉維加曾有所解釋。他說道，「羅卡」的含義已無法說清：「『羅卡』是專有名詞，在秘魯通用語中沒有任何含義，在印卡人專用語中可能有，但我不知道。布拉斯·巴萊拉神父說，『羅卡』的意思是精明老練的國王，但也沒有說明是在甚麼語言中。」
至於「辛奇」，印卡·加西拉索·德拉維加說「是形容詞，意思是勇敢的，據說他生性果敢，膂力過人，不過他沒有與人交戰過，無緣施展；可是無論在搏鬥、奔跑、跳躍、投石、擲矛還是在其他任何角力活動中，他都技高一籌，勝過所有同代人。」

## 政績

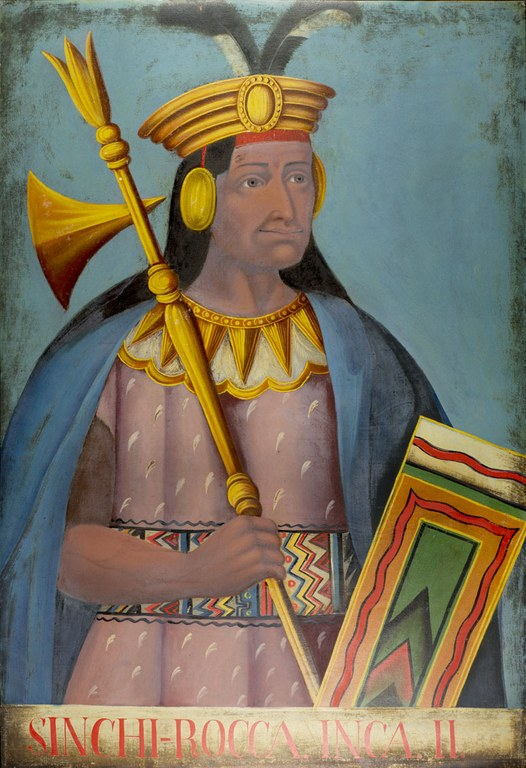
19世纪殖民艺术描绘了印加帝国第二任皇帝辛奇·罗卡。此作品是十四位印加统治者、一位王后（科亚）和弗朗西斯科·皮萨罗的系列肖像之一。美国印第安纳州布卢明顿市印第安纳大学莉莉图书馆馆藏。布面油画，装裱于纸上。

### 擴張領土
根據《印卡王室述評》的說法，當辛奇·羅卡剛登位時，便先勸服一眾臣服於印加君主的库拉卡（意即酋長）協助自己去「召集鄰近的部族」、幫忙說服附近旳外族部落「攞脫他們過的那種野蠻愚昧的生活」。實際上，辛奇·羅卡就是想對附近部族從事征服活動，而當時的印加國家，其本質是由薩帕·印卡與已臣服部落組成的聯盟。辛奇·羅卡希望得到這些聯盟部落的庫拉卡的幫忙，在其他部落當中「現身說法，證明現在的生活大有好轉」，為印加君主說項。
辛奇·羅卡的對外擴張，手法主要就是「用好言和實例進行勸說」，並進展得甚為順利。

### 內政
據傳，辛奇·羅卡在內政上有不少善政，例如他教給人們耕種土地，培養人們道德及過有理性的生活，以及制定法律規章。在宗教政策上，他繼續推廣太陽神宗教，要求新征服地的人民放棄原有的信仰。這些措施，令百姓們感恩戴德，對他忠心耿耿。

## 去世
辛奇·羅卡在位約三十年後去世，由他與姊妹兼妻子瑪瑪·科拉（Mama Cora）所生的嫡子略克·尤潘基（克丘亞語：Lloq'e Yupanki；西班牙語：Lloque Yupanqui）繼位。